# Agência Estatal de Notícias do Azerbaijão

Logo da AZERTAC

Agência Estatal de Notícias do Azerbaijão (AZERTAC; Azerbaijão: Azərbaycan Dövlət İnformasiya Agentliyi, abreviado como AZƏRTAC) é a agência de notícias oficial da República do Azerbaijão. A partir de novembro de 2022, Vugar Aliyev atuou como presidente do conselho.
Juntamente com as notícias oficiais do estado, a Agência de Notícias do Estado do Azerbaijão divulga informações sobre política, economia, educação, ciência, cultura, saúde, esportes e meio ambiente em oito idiomas, como azerbaijano, russo, inglês, francês, alemão, espanhol, árabe e chinês.

## História
A AZERTAC foi fundada em 1º de março de 1920.   Ao longo do período soviético, a agência manteve vários nomes e após a restauração da independência do Azerbaijão em 1991, o nome da agência foi restaurado. De 1995 a 2000, a agência foi nomeada Agência Telegráfica Estatal sob o Gabinete de Ministros, depois foi renomeada para Agência Telegráfica Estatal do Azerbaijão.  Em 26 de fevereiro de 2015, o presidente Ilham Aliyev assinou uma ordem para renomear a Agência Telegráfica do Estado do Azerbaijão em Agência de Informação do Estado do Azerbaijão (AZERTAC).